# طهف
طَهَف (الاسم العلمي: Milium)، جنس نباتات عشبية زراعية حولية من فصيلة النجيلية. موطنها أوروبا وآسيا وأمريكا الشمالية وشمال إفريقيا.
الأنواع
- Milium atropatanum Maroofi - إيران
- Milium effusum L. - شرق + وسط كندا؛ شمال شرق + شمال وسط الولايات المتحدة; أوراسيا + شمال إفريقيا من آيسلندا + إلى اسبانيا تايوان + شبه جزيرة كامشاتكا
- Milium pedicellare (Bornm.) Roshev. ex Melderis - الشرق الأوسط
- Milium schmidtianum K.Koch - تركيا، إيران، القوقاز
- Milium transcaucasicum Tzvelev - جنوب القوقاز
- Milium vernale M.Bieb. - أوراسيا + شمال إفريقيا من فرنسا + المغرب إلى كازاخستان; متجنس في أيداهو

اشتمل سابقًا
كان الجنس يضم العديد من الأنواع التي نُقلت إلى أجناس أخرى: "Achnatherum, عكرش, نجير (نبات), شبخرطالية, غريب المظهر, Amphicarpum, Aniselytron, Anthaenantia, Antinoria, Apera, Arundinella, Axonopus, Brachiaria, نجيل, عنق الثيل, Echinochloa, Eriochloa, Eriocoma, بطنية, Homolepis, Ichnanthus, Isachne, Luziola, Muhlenbergia, Nassella, Oplismenus, رزية, ثمام, أبو بيض, Pentameris, Piptatherum, Piptochaetium, قبأ, ملتحية, سورغم, سرق, Trachypogon, Tricholaena, Triplachne, Zingeria وزويسيا.